# The Golliwogs
The Golliwogs (conhecida como The Blue Velvets até 1964) foi a banda americana de rock, que pouco depois veio a ser Creedence Clearwater Revival.
A banda teve início em 1959, com o trio instrumental denominado The Blue Velvets. A formação inicial tinha John Fogerty na guitarra, Stu Cook no piano, e Doug Clifford na bateria. Em 1960, o irmão mais velho de John, Tom, que tocava em bandas locais desde 1958, entrou para o grupo à frente dos vocais, aumentando o nome do grupo para Tommy Fogerty & The Blue Velvets.
The Blue Velvets lançou três compactos, durante 1961 e 1962, pela gravadora Oakland's Orchestra Records.  Estas gravações tiveram suas vendas escassas, muito embora o segundo compacto do Blue Velvets tenha ficado no 40º lugar na lista do Oakland's KEWB.
Após os compactos pela Orchestra, Tom começou com a guitarra rítmica para remanescer como vocalista e líder, enquanto John continuou como guitarrista. Entretanto, Stu Cook passou do piano para o baixo.
Em meados de 1964, a banda gravou duas canções pela Fantasy Records, uma gravadora local, localizada em San Francisco. A banda foi atraída para a Fantasy pois, em 1963, um hit nacional foi lançado por Vince Guaraldi, "Cast Your Fate To The Wind". Max Weiss, um dos co-proprietários da Fantasy inicialmente denominou o grupo como The Visions, mas quando foram lançados os compactos, em novembro de 1964, Weiss renomeou-os então como The Golliwogs, em referência a uma boneca de nome similar. Sete compactos foram então lançados em San Francisco Bay.  Enquanto nenhum desses eclodiu nacionalmente, um, "Brown Eyed Girl," ficou mais próximo do reconhecimento em Miami, por quatro semanas começando em 26 de fevereiro de 1966, quando alcançou o |Top 10 da lista na "Invasão Reginal" na Billboard de Miami.
Eventualmente John Fogerty tomou o controle sobre o grupo, compondo todas as canções, cantando à frente dos vocais, e evoluindo como multi-instrumentista, pois tocava contra-baixo, teclados, e gaita, enquanto permanecia na guitarra. Por volta de 1967, ele produziu as canções do grupo.
Em dezembro de 1967, a banda mudou definitivamente seu nome para Creedence Clearwater Revival. tendo seu primeiro álbum de mesmo nome, lançado em 1968.
Em 1975, a Fantasy lançou Pré-Creedence, uma coletânea com gravações do The Golliwogs. A Fantasy incluiu também uma extensa coleção de sucessos do Blue Velvets e Golliwogs lançadas em 2001 no CCR box set. Notavelmente, as faixas gravadas pelo Blue Velvets "Yes You Did" e "Now You're Not Mine" não foram inclusas, pois os rapazes as consideravam "erros de percurso".

## Gravações

### Como Tommy Fogerty & the Blue Velvets
| Título                      | Compositor(es)     | Estúdio          | Gravada       | Local                                  | Lançada         | Vocais      | Produtor |
| --------------------------- | ------------------ | ---------------- | ------------- | -------------------------------------- | --------------- | ----------- | -------- |
| "Come on Baby"              | Tom Fogerty        | Orchestra 6177   | Final de 1961 | Orchestra Studios, Oakland, Califórnia | Outubro de 1961 | Tom Fogerty |          |
| "Oh My Love"                | Tom Fogerty        | Orchestra 6177   | Final de 1961 | Orchestra Studios, Oakland, Califórnia | Outubro de 1961 | Tom Fogerty |          |
| "Have You Ever Been Lonely" | John Fogerty       | Orchestra 611010 | Final de 1961 | Orchestra Studios, Oakland, Califórnia | Início de 1962  | Tom Fogerty |          |
| "Bonita"                    | John e Tom Fogerty | Orchestra 611010 | Final de 1961 | Orchestra Studios, Oakland, Califórnia | Início de 1962  | Tom Fogerty |          |
| "Yes You Did"               |                    |                  | 1962          | Orchestra Studios, Oakland, Califórnia | Junho de 1962   | Tom Fogerty |          |
| "Now You're Not Mine"       |                    |                  | 1962          | Orchestra Studios, Oakland, Califórnia | Junho de 1962   | Tom Fogerty |          |

### Como The Golliwogs
| Título                                 | Compositor(es)       | Estúdio                     | Gravada           | Local                                      | Lançada           | Vocais             | Produtor     |
| -------------------------------------- | -------------------- | --------------------------- | ----------------- | ------------------------------------------ | ----------------- | ------------------ | ------------ |
| "Don't Tell Me No Lies"                | John e Tom Fogerty   | Fantasy 590                 | Em meados de 1964 | Fantasy Studios, Berkeley, Califórnia      | Novembro de 1964  | John e Tom Fogerty |              |
| "Little Girl (Does Your Momma Know)"   | John e Tom Fogerty   | Fantasy 590                 | Em meados de 1964 | Fantasy Studios, Berkeley, Califórnia      | Novembro de 1964  | Tom Fogerty        |              |
| "Where You Been"                       | John e Tom Fogerty   | Fantasy 597                 | January 1965      | Fantasy Studios, Berkeley, Califórnia      | April 1965        | Tom Fogerty        |              |
| "You Came Walking"                     | John e Tom Fogerty   | Fantasy 597                 | Janeiro de 1965   | Fantasy Studios, Berkeley, Califórnia      | Abril de 1965     | Tom Fogerty        |              |
| "You Can't Be True"                    | John e Tom Fogerty   | Fantasy 599                 | Abril de 1965     | Fantasy Studios, Berkeley, Califórnia      | Julho de 1965     | John Fogerty       |              |
| "You Got Nothin' on Me"                | John and Tom Fogerty | Fantasy 599                 | Abril de 1965     | Fantasy Studios, Berkeley, Califórnia      | Julho de 1965     | John e Tom Fogerty |              |
| "I Only Met You Just an Hour Ago"      | John e Tom Fogerty   |                             | Abril de 1965     | Fantasy Studios, Berkeley, Califórnia      | 2001              | John Fogerty       |              |
| "Brown-Eyed Girl"                      | John e Tom Fogerty   | Scorpio 404                 | Agosto de 1965    | Fantasy Studios, Berkeley, Califórnia      | Novembro de 1965  | John Fogerty       |              |
| "You Better Be Careful"                | John e Tom Fogerty   | Scorpio 404                 | Agosto de 1965    | Fantasy Studios, Berkeley, Califórnia      | Novembro de 1965  | John e Tom Fogerty |              |
| "Gonna Hang Around"                    | John e Tom Fogerty   |                             | Novembro de 1965  | Fantasy Studios, Berkeley, Califórnia      | 2001              | John Fogerty       |              |
| "Fight Fire"                           | John e Tom Fogerty   | Scorpio 405                 | Fevereiro de 1966 | Fantasy Studios, Berkeley, Califórnia      | Março de 1966     | John Fogerty       |              |
| "Fragile Child"                        | John e Tom Fogerty   | Scorpio 405                 | Fevereiro de 1966 | Fantasy Studios, Berkeley, Califórnia      | Março de 1966     | John Fogerty       |              |
| "Try Try Try"                          | John e Tom Fogerty   |                             | Fevereiro de 1966 | Fantasy Studios, Berkeley, Califórnia      | 2001              | John e Tom Fogerty |              |
| "She Was Mine"                         | John e Tom Fogerty   |                             | Início de 1966    | Fantasy Studios, Berkeley, Califórnia      | 2001              | John Fogerty       |              |
| "Instrumental #1"                      | John e Tom Fogerty   |                             | Início de 1966    | Fantasy Studios, Berkeley, California      | 2001              |                    |              |
| "Action USA"                           |                      | edição de rádio promocional | Junho de 1966     |                                            |                   |                    |              |
| "Little Tina"                          | John e Tom Fogerty   |                             | Em meados de 1966 | Fantasy Studios, Berkeley, Califórnia      | 2001              | John Fogerty       |              |
| "Walking on the Water"                 | John e Tom Fogerty   | Scorpio 408                 | Agosto de 1966    | Fantasy Studios, Berkeley, Califórnia      | Setembro de 1966  | John Fogerty       |              |
| "You Better Get It Before It Gets You" | John e Tom Fogerty   | Scorpio 408                 | Agosto de 1966    | Fantasy Studios, Berkeley, Califórnia      | Setembrode 1966   | John Fogerty       |              |
| "Tell Me"                              | John e Tom Fogerty   | Scorpio 410, cancelada      | Em meados de 1967 | Fantasy Studios, Berkeley, Califórnia      | 2001              | John Fogerty       |              |
| "You Can't Be True"                    | John e Tom Fogerty   | Scorpio 410, cancelada      | Em meados de 1967 | Fantasy Studios, Berkeley, Califórnia      | 2001              | John Fogerty       |              |
| "Porterville"                          | John Fogerty         | Scorpio 412                 | Outubro de 1967   | Coast Recorders, San Francisco, Califórnia | Novembro de 19671 | John Fogerty       | John Fogerty |
| "Call it Pretending"                   | John Fogerty         | Scorpio 412                 | Outubro de 1967   | Coast Recorders, San Francisco, Califórnia | Novembro de 19672 | John Fogerty       | John Fogerty |

1. ↑ Após ser lançada no lado A do último compacto do Golliwogs, esta faixa foi relançada, em janeiro de 1968, no lado A do primeiro compacto creditado ao Creedence Clearwater Revival.  Em Julho de 1968, foi incluída no primeiro álbum do Creedence Clearwater Revival.
2. ↑ Após ser lançada no lado B do último compacto do Golliwogs, esta faixa foi relançada, em janeiro de 1968, no lado B do primeiro compacto creditado ao Creedence Clearwater Revival.